# Красава (рід ссавців)
Красава, каломіск, каломіскус (Calomyscus) — рід гризунів, що представляє монотипову родину Красавових Calomyscidae з надродини мишуваті (Muroidea) підряду мишовиді (Murimorpha); включає 8 сучасних видів.

## Назва
Назва Calomyscus походить від гр. καλός — «красива, мила» й μῦς — «миша» (Wilson, 2005). Номен "красава" як етимологічний відповідник наукової назви пропонується вперше в огляді родин ссавців світу та їхніх українських назв (Харчук, Загороднюк, 2019).

## етимологія
Назва "Calomyscus" походить від грецьких слів καλός — «красива, мила» μῦς — «миша».

## палеонтологія та поширення
Викопні рештки цих тварин стосуються міоцену Європи та Туреччини. 
Сьогодні види цієї родини поширені від Пакистану до середнього сходу.

## таксономія
У складі роду розрізняють 8 видів:
bailwardi, baluchi, elburzensis grandis, hotsoni mystax, tsolovi, urartensis.
Типовий вид — Calomyscus bailwardi Thomas, 1905.

## Морфологія
Calomyscus важить від 15 до 30 грамів, його хвіст трохи довше голови і тіла. голова і тіло довжиною 61—98 мм, хвіст довжиною 72—102 мм. забарвлення зверху рожевувато-руде, піщано-коричневе чи сірувато-коричневе, низ, руки та ступні білі. Хвіст темний зверху й білий знизу густо опушений і закінчується пучком довгого волосся. Вуха великі і з м'яким хутром. Щічних сумок нема. Зубна формула: 1/1, 0/0, 0/0, 3/3 = 16. 

## Життя
У Туркменістані Calomyscus mystax мешкає на скелястих осипах-схилах, де живиться насінням, квітами та іншими рослинним матеріалом. У Афганістані мешкає на висотах від 400 до 3500 м. Calomyscus активний тільки вночі протягом літа, але стає активним удень восени та взимку. Самиці з Туркменістану дають два виводки з березня по червень, але в Ірані, сезон розмноження поширюється на грудень.